# Kevin Dean
Pour les articles homonymes, voir Kevin Dean (homonymie).
Kevin Charles Dean (né le 1er avril 1969 à Madison, dans l'État du Wisconsin aux États-Unis) est un joueur professionnel retraité américain de hockey sur glace devenu entraîneur. Il évoluait à la position de défenseur.

## Carrière
Réclamé au cinquième tour par les Devils du New Jersey lors du repêchage de 1987 de la Ligue nationale de hockey alors qu'il évolue pour les Eagles de l'Académie Culver, Kevin Dean rejoint au cours de cet été l'université du New Hampshire et s'aligne avec leur club omnisports, les Wildcats au cours des quatre saisons suivantes.
Devenu joueur professionnel en 1991, il s'aligne avec le club affilié aux Devils dans la Ligue américaine de hockey, les Devils d'Utica puis passe en 1993 aux River Rats d'Albany lorsque les Devils transfèrent leur club-école.
Il fait ses débuts dans la LNH lors de la saison 1994-1995, où il dispute 17 rencontres lors de la saison régulière. Au terme de cette année, Dean aide les River Rats à mettre la mains sur la Coupe Calder remis à l'équipe championne des séries éliminatoires dans la LAH. Rappelé par les Devils pour trois rencontres des séries, il voit son nom être également inscrit sur la Coupe Stanley alors que les Devils éliminent en finale les Red Wings de Détroit.
Obtenant un poste de régulier avec New Jersey, il inscrit le 28 novembre 1996 son tout premier but dans la LNH contre le gardien Nikolaï Khabibouline des Coyotes de Phoenix. Laissé sans protection par les Devils en vue du repêchage d'expansion des Thrashers d'Atlanta en 1999, le défenseur est retenu par ses derniers et commence la saison suivante avec la nouvelle franchise.
Après seulement 23 rencontres dans l'uniforme des Thrashers, ceux-ci l'échangent aux Stars de Dallas qui eux, à leur tour, le cèdent quelque temps plus tard aux Blackhawks de Chicago avec qui il reste durant deux saisons, obtenant un sommet personnel au chapitre des passes décisives lors de cette dernière. Après une saison supplémentaire avec le club affilié aux Hawks dans la LAH, les Admirals de Milwaukee, Kevin Dean se retire de la compétition.
En 2007, il accepte un poste d'entraîneur adjoint avec les Devils de Lowell de la LAH. En 2010, il devient entraîneur-chef avec les Devils de Trenton dans l'ECHL. Après une saison, il rejoint les Bruins de Providence dans la LAH en étant entraîneur adjoint. En 2016, il est promu au poste d'entraîneur-chef avec Providence.

## Statistiques

### Statistiques en club
| Saison     | Équipe                      | Ligue      |     | Saison régulière | Saison régulière | Saison régulière | Saison régulière | Saison régulière |   | Séries éliminatoires | Séries éliminatoires | Séries éliminatoires | Séries éliminatoires | Séries éliminatoires |
| Saison     | Équipe                      | Ligue      | PJ  | B                | A                | Pts              | Pun              | PJ               | B | A                    | Pts                  | Pun                  |                      |                      |
| 1985-1986  | Eagles de l'Académie Culver | USHS       | 35  | 28               | 44               | 72               | 48               | -                | - | -                    | -                    | -                    |                      |                      |
| 1986-1987  | Eagles de l'Académie Culver | USHS       | 25  | 19               | 25               | 44               | 30               | -                | - | -                    | -                    | -                    |                      |                      |
| 1987-1988  | Wildcats du New Hampshire   | HE         | 27  | 1                | 6                | 7                | 34               | -                | - | -                    | -                    | -                    |                      |                      |
| 1988-1989  | Wildcats du New Hampshire   | HE         | 34  | 1                | 12               | 13               | 28               | -                | - | -                    | -                    | -                    |                      |                      |
| 1989-1990  | Wildcats du New Hampshire   | HE         | 39  | 2                | 6                | 8                | 42               | -                | - | -                    | -                    | -                    |                      |                      |
| 1990-1991  | Wildcats du New Hampshire   | HE         | 31  | 10               | 12               | 22               | 22               | -                | - | -                    | -                    | -                    |                      |                      |
| 1990-1991  | Devils d'Utica              | LAH        | 7   | 0                | 1                | 1                | 2                | -                | - | -                    | -                    | -                    |                      |                      |
| 1991-1992  | Cyclones de Cincinnati      | ECHL       | 30  | 3                | 22               | 25               | 43               | 9                | 1 | 6                    | 7                    | 8                    |                      |                      |
| 1991-1992  | Devils d'Utica              | LAH        | 23  | 0                | 3                | 3                | 6                | -                | - | -                    | -                    | -                    |                      |                      |
| 1992-1993  | Cyclones de Cincinnati      | LIH        | 13  | 2                | 1                | 3                | 15               | -                | - | -                    | -                    | -                    |                      |                      |
| 1992-1993  | Devils d'Utica              | LAH        | 57  | 2                | 16               | 18               | 76               | 5                | 1 | 0                    | 1                    | 8                    |                      |                      |
| 1993-1994  | River Rats d'Albany         | LAH        | 70  | 9                | 33               | 42               | 92               | 5                | 0 | 2                    | 2                    | 7                    |                      |                      |
| 1994-1995  | River Rats d'Albany         | LAH        | 68  | 5                | 37               | 42               | 66               | 8                | 0 | 4                    | 4                    | 4                    |                      |                      |
| 1994-1995  | Devils du New Jersey        | LNH        | 17  | 0                | 1                | 1                | 4                | 3                | 0 | 2                    | 2                    | 0                    |                      |                      |
| 1995-1996  | River Rats d'Albany         | LAH        | 1   | 1                | 0                | 1                | 2                | -                | - | -                    | -                    | -                    |                      |                      |
| 1995-1996  | Devils du New Jersey        | LNH        | 41  | 0                | 6                | 6                | 28               | -                | - | -                    | -                    | -                    |                      |                      |
| 1996-1997  | River Rats d'Albany         | LAH        | 2   | 0                | 1                | 1                | 4                | -                | - | -                    | -                    | -                    |                      |                      |
| 1996-1997  | Devils du New Jersey        | LNH        | 28  | 2                | 4                | 6                | 6                | 1                | 1 | 0                    | 1                    | 0                    |                      |                      |
| 1997-1998  | River Rats d'Albany         | LAH        | 2   | 0                | 1                | 1                | 2                | -                | - | -                    | -                    | -                    |                      |                      |
| 1997-1998  | Devils du New Jersey        | LNH        | 50  | 1                | 8                | 9                | 12               | 5                | 1 | 0                    | 1                    | 2                    |                      |                      |
| 1998-1999  | Devils du New Jersey        | LNH        | 62  | 1                | 10               | 11               | 22               | 7                | 0 | 0                    | 0                    | 0                    |                      |                      |
| 1999-2000  | Thrashers d'Atlanta         | LNH        | 23  | 1                | 0                | 1                | 14               | -                | - | -                    | -                    | -                    |                      |                      |
| 1999-2000  | Stars de Dallas             | LNH        | 14  | 0                | 0                | 0                | 10               | -                | - | -                    | -                    | -                    |                      |                      |
| 1999-2000  | Blackhawks de Chicago       | LNH        | 27  | 2                | 8                | 10               | 12               | -                | - | -                    | -                    | -                    |                      |                      |
| 2000-2001  | Blackhawks de Chicago       | LNH        | 69  | 0                | 11               | 11               | 30               | -                | - | -                    | -                    | -                    |                      |                      |
| 2001-2002  | Admirals de Milwaukee       | LAH        | 76  | 5                | 14               | 19               | 33               | -                | - | -                    | -                    | -                    |                      |                      |
| Totaux LNH | Totaux LNH                  | Totaux LNH | 331 | 7                | 48               | 55               | 138              | 16               | 2 | 2                    | 4                    | 2                    |                      |                      |

### Statistiques en équipe nationale
| Année | Équipe     | Compétition                 |   | PJ | B | A | Pts | Pun       |  | Résultat |
| 1988  | États-Unis | Championnat du monde junior | 7 | 0  | 0 | 0 | 0   | 6e place  |  |          |
| 1998  | États-Unis | Championnat du monde        | 3 | 0  | 0 | 0 | 0   | 12e place |  |          |

## Honneurs et trophées
- Ligue américaine de hockey
  - Nommé dans la première équipe d'étoiles en 1995.
  - Vainqueur de la Coupe Calder avec les River Rats d'Albany en 1995.
- Ligue nationale de hockey
  - Vainqueur de la Coupe Stanley avec les Devils du New Jersey en 1995.

## Transactions en carrière
- Repêchage 1987 : repêché par les Devils du New Jersey (5e choix de l'équipe, 86e au total).
- 25 juin 1999 : réclamé par les Thrashers d'Atlanta lors de leur repêchage d'expansion.
- 15 décembre 1999 : échangé par les Thrashers aux Stars de Dallas en retour du choix de neuvième ronde des Stars au repêchage de 2000 (les Thrashers sélectionnent avec ce choix Mark McRae).
- 8 février 2000 : échangé par les Stars avec Derek Plante et le choix de deuxième ronde des Stars au repêchage de 2001 (les Blackhawks sélectionnent avec ce choix Matt Keith) aux Blackhawks de Chicago en retour de Sylvain Côté et de Dave Manson.